# 魁道康弘
魁道 康弘（かいどう やすひろ、1975年10月24日 - ）は、東京都府中市出身で、友綱部屋所属の元大相撲力士。最高位は、東十両4枚目（2004年5月場所）。本名は、田中 康弘（たなか やすひろ）、愛称はヤス。身長177cm、体重152kg。得意手は左四つ、寄り、押し。趣味はラジコン、好物はエビ、学生時代の得意科目は、数学と体育、血液型はAB型。

## 来歴
子供の時は野球も経験したが、府中市立南町小学校3年生で立川練成館に通って相撲を始め、5年生の時にはわんぱく相撲全国大会で優勝を果たし、わんぱく横綱となった。その後明治大学付属中野中学校に入学し、3年生の時には全国都道府県中学生相撲選手権大会・全国中学校相撲選手権大会の両大会で優勝し中学生横綱、史上初の中学二冠となった。明大中野高校、中央大学に進学しても相撲を続けたが完全燃焼できなかったので、大学卒業と同時に友綱部屋に入門した。
1998年3月場所に幕下付出で初土俵を踏む、同期生には関脇・追風海、関脇・玉乃島、幕内・北太樹、十両・玉ノ国らがいる、膝の怪我や成績にムラがあり、同時期に前相撲からスタートした古市や大翔山に十両昇進を先を越されてしまった。2003年3月場所に西幕下5枚目で5勝2敗の好成績を挙げ、翌5月場所に十両に昇進した。これによって10代友綱が育てた最初の関取が誕生したことになる。1場所で陥落したが同9月場所の再十両からは連続で十両を維持した。2004年9月場所は12日目まで10勝2敗で十両の優勝争いのトップだったが終盤3連敗して優勝を逃した。2005年3月場所を最後に十両から遠ざかり、幕下中位まで番付を落としたあと5場所連続で勝ち越していたが、2006年7月場所後の8月18日に引退した。同年10月15日には東京都港区高輪の新高輪プリンスホテルで断髪式を行った。
2007年10月からは神田小川町で焼肉店炭火焼肉「魁道」を経営。（2014年2月閉店）
2014年、元幕下東桜山の田代良徳らと相撲関連の企画会社「お相撲さんドットコム」を設立。
2022年11月、墨田区立川に土俵のあるレストラン「横綱とんかつ どすこい田中」を開店。

## エピソード
- 2001年3月場所、西幕下筆頭で田中を名乗っていた時、幕下に陥落していた高見盛との一番で、この1月から新たに導入された決まり手である後ろもたれで勝利している。
- 2004年の1月場所と7月場所で、大碇剛相手に珍手とっくり投げを決めて話題に。日本テレビ系列で放送された徳光&所のスポーツえらい人グランプリでも「禁酒をしてとっくり投げを決めた男」として取り上げられた。
- 断髪式では、父が止め鋏を入れた。

## 主な成績
- 通算成績：222勝201敗29休 勝率.525
- 十両成績：76勝89敗 勝率.461
- 現役在位：52場所
- 十両在位：11場所

### 場所別成績
| | 一月場所 初場所（東京） | 三月場所 春場所（大阪） | 五月場所 夏場所（東京） | 七月場所 名古屋場所（愛知） | 九月場所 秋場所（東京） | 十一月場所 九州場所（福岡） |
| --- | ----------------------- | ----------------------- | ----------------------- | --------------------------- | ----------------------- | --------------------------- |
| 1998年 （平成10年） | x                       | 幕下付出60枚目 6–1      | 西幕下32枚目 3–4        | 西幕下41枚目 3–4            | 東幕下50枚目 2–5        | 西三段目13枚目 5–2          |
| 1999年 （平成11年） | 西幕下50枚目 5–2        | 東幕下33枚目 5–2        | 西幕下19枚目 3–4        | 西幕下25枚目 4–3            | 東幕下18枚目 4–3        | 東幕下14枚目 4–3            |
| 2000年 （平成12年） | 西幕下10枚目 4–3        | 東幕下6枚目 3–4         | 東幕下11枚目 6–1        | 東幕下4枚目 2–5             | 西幕下14枚目 5–2        | 西幕下6枚目 3–4             |
| 2001年 （平成13年） | 東幕下11枚目 6–1        | 西幕下筆頭 3–4          | 西幕下4枚目 4–3         | 東幕下3枚目 0–1–6           | 東幕下38枚目 休場 0–0–7 | 東幕下38枚目 5–2            |
| 2002年 （平成14年） | 東幕下22枚目 5–2        | 西幕下14枚目 4–3        | 西幕下12枚目 4–3        | 西幕下8枚目 4–1–3           | 西幕下4枚目 休場 0–0–7  | 西幕下4枚目 3–4             |
| 2003年 （平成15年） | 西幕下9枚目 4–3         | 西幕下5枚目 5–2         | 西十両13枚目 7–8        | 東幕下筆頭 5–2              | 西十両10枚目 9–6        | 西十両6枚目 5–10            |
| 2004年 （平成16年） | 東十両8枚目 8–7         | 西十両4枚目 8–7         | 東十両4枚目 4–11        | 東十両10枚目 6–9            | 東十両13枚目 10–5       | 西十両8枚目 6–9             |
| 2005年 （平成17年） | 東十両11枚目 6–9        | 西十両14枚目 7–8        | 東幕下筆頭 3–4          | 東幕下3枚目 1–6             | 東幕下22枚目 2–5        | 西幕下39枚目 4–3            |
| 2006年 （平成18年） | 東幕下31枚目 4–3        | 西幕下25枚目 5–2        | 東幕下15枚目 4–3        | 西幕下11枚目 4–3            | 西幕下9枚目 引退 –      | x                           |
| 各欄の数字は、「勝ち-負け-休場」を示す。 優勝 引退 休場 十両 幕下 三賞：敢=敢闘賞、殊=殊勲賞、技=技能賞 その他：★=金星 番付階級：幕内 - 十両 - 幕下 - 三段目 - 序二段 - 序ノ口 幕内序列：横綱 - 大関 - 関脇 - 小結 - 前頭（「#数字」は各位内の序列） |                         |                         |                         |                             |                         |                             |

## 改名歴
- 田中 康弘（たなか やすひろ）1998年3月場所~2003年3月場所
- 魁道 康弘（かいとう やすひろ）2003年5月場所~2003年7月場所
- 魁道 康弘（かいどう やすひろ）2003年9月場所~2006年7月場所

※十両昇進時に魁道と改名した。当初から「かいどう」と読ませるつもりであったが、放駒部屋に同音で魁童という力士がいたため「かいとう」と名乗った。5月場所後に魁童が引退したため、再十両の場所から現在の読みに改めた。